# Irene Huygens
Irene Huygens is een personage uit de Nederlandse soapserie Goede tijden, slechte tijden. Het personage werd, samen met man Martijn en kinderen Dex en Ronja geïntroduceerd op 22 mei 2008 en wordt sinds die datum vertolkt door Anita Donk. Irene en haar gezin woonden al in Meerdijk voordat ze werd geïntroduceerd in de soap. Irene is 44 en werkzaam als psycholoog.

## Karakter
Irene is een doortastende vrouw die gemakkelijk doelmatig te werk gaat. Ze is verstandig en kalm, waardoor ze vaak koel en zakelijk overkomt. Als zijzelf of iemand uit haar omgeving problemen heeft, gaat ze die niet uit de weg. Haar kinderen vinden dit bemoeienis en zijn van mening dat ze ook in haar privéleven graag de psycholoog uithangt.
Op professioneel vlak wil ze graag privé en werk gescheiden houden. Ze zal dan ook niet snel over zichzelf praten tijdens sessies, omdat deze in de eerste plaats over de ander gaan. Als ze een cliënt tegenkomt in het openbaar, zal ze afstand houden. Irene zelf heeft het niet door, maar volgens haar familie is ze ook naar hen toe vaak heel koel en afstandelijk, omdat ze in plaats van haar emoties te uiten vaak argumenteert met psychologische verhalen.

## Verleden

### Huwelijk met Martijn
Irene ontmoette Martijn tijdens haar werk als verpleegster in Afrika. Ze trouwen en wanneer Irene op haar twintigste zwanger raakt van Ronja, besluit het koppel samen terug te keren naar Nederland en daar een leven samen op te bouwen. Drie jaar later komt ook hun zoon Dex ter wereld. Irene raakt nog zwanger van een derde kind, maar besluit dit kind tegen de zin van Martijn weg te laten halen.

## Levensloop in Meerdijk

### Aankomst
Voorafgaand aan de introductie van de familie Huygens in mei 2008 woonde de familie al in Meerdijk. Het is dus onduidelijk wanneer zij hier zijn komen wonen. Over deze periode is weinig bekend.

### Ludo Sanders
De familie Huygens reageert eerst nogal laconiek als ze te weten komen dat Ludo Sanders zich bij Irene heeft gemeld voor therapie. De man staat namelijk bekend als bikkelharde zakenman en iedereen heeft zich weleens afgevraagd of hij wel een geweten heeft. Hij heeft last van paniekaanvallen en wil hier zo snel mogelijk van af, liefst met een pilletje of een drankje, zodat het niet te veel moeite kost en hij weer door kan met zijn leven. Ondanks de reacties van haar omgeving, neemt Irene neemt de zaak serieus en probeert ze Ludo zover te krijgen te gaan praten over stressvolle momenten in zijn leven, om zo de oorzaak van de paniekaanvallen te achterhalen. Ludo denkt eerst dat het te maken heeft met het feit dat Nina niets meer van hem wil weten, maar doordat de aanvallen steeds erger worden, begint hij daaraan te twijfelen. Tijdens de therapiesessies forceert Irene Ludo subtiel om te praten over andere gebeurtenissen in zijn leven, waaronder zijn relatie met Janine, zijn faillissementen en de aanslag op zijn leven. Ook de situatie met Jef, die recent een pistool op hem en zijn dochter had gericht, omdat hij Ludo verantwoordelijk achtte voor de dood van zijn dochter Dian.
De therapiesessies vallen samen met Ludo's plan Janines reputatie als gerespecteerd journalist te vermorzelen. Hij geeft een van zijn medewerkers de opdracht zich voor te doen als patiënt bij een huisarts en deze te beschuldigen van ongewenste seksuele intimiteiten. Als Janine hier dan een tip over zou krijgen en de betrokkenen zou interviewen, zou Ludo bekendmaken dat alles een leugen was. Toevallig wordt Martijn Huygens, Irenes man en huisarts met praktijk aan huis, als zondebok uitgekozen. Het plan wordt opgestart en Janine houdt zelfs een interview met Ludo's medewerker, maar uiteindelijk komt Janine achter de leugen voor de publicatie van het interview. Ludo biecht het verhaal ook op aan Irene, die hem wegstuurt met een lijst van andere therapeuten. Ludo wil echter geen andere therapeut en gaat dan ook niet bij iemand anders in therapie. Irene ziet met lede ogen aan hoe Ludo steeds verder afzakt en hij zelfs in het ziekenhuis belandt na een paniekaanval. Ze neemt hem opnieuw onder haar hoede.
Janine wil wraak nemen op Ludo voor zijn actie. Als ze hoort dat hij in therapie is, wil ze alles wat er daar wordt gezegd in de openbaarheid brengen. Ze gaat in therapie bij Irene, die het eigenlijk niet ziet zitten, omdat ze Ludo al in therapie heeft en het zo heel erg ingewikkeld kan worden. Janine krijgt Ludo's dossier in handen en maakt hier foto's van, zodat ze het thuis rustig kan uitpluizen. Ze komt te weten dat Ludo iets heeft meegemaakt toen hij jong was en dit heeft verdrongen, waardoor hij het zich in eerste instantie niet meer herinnert. Tijdens de sessies komt het langzaam weer terug en al gauw weet Ludo zich te herinneren dat hij iemand heeft vermoord. Janine besluit de sessies met Ludo af te luisteren en plaatst een microfoontje, verborgen in een pen, in Irenes praktijk. Irene besluit Ludo te hypnotiseren, om de herinneringen langzaam maar zeker naar boven te krijgen. Janine luistert steeds mee vanuit haar woonkamer. Waar ze echter geen rekening mee heeft gehouden, is dat Irene onbewust op haar pennen bijt en ook Janines pen moet eraan geloven. De opnames zijn echter lang genoeg voor Janine om erachter te komen dat Ludo op 13-jarige leeftijd zijn jongere zusje Maxime heeft doodgeschoten, terwijl hij eigenlijk zijn vader wilde doden omdat hij zijn kinderen regelmatig mishandelde. Ludo kon het niet aanzien dat zijn zusje werd mishandeld en wilde dat het ophield. Doordat hij geen controle had over het wapen, schoot hij per abuis zijn zusje dood.
Janine heeft genoeg stof om een verhaal over te schrijven en uiteindelijk wijdt ze een speciale editie van haar blad J-Magazine aan het verleden van Ludo Sanders. Ludo komt erachter wat Janine van plan is, nét voor de perspresentatie van het blad. Hij besluit direct zijn eigen verhaal op straat te gooien en belt een journalist van zijn krant, Het Spectrum. Hij verstoort de persconferentie van Janine door daar de speciale uitgave van Het Spectrum uit te delen en maakt hiermee een einde aan Janine's wraakplan. Irene beseft dat Ludo alles nog wel moet verwerken en de therapie wordt dan ook voortgezet. Het verhaal krijgt echter nog een vervolg: vlak na publicatie van de artikelen in J-Magazine en Het Spectrum komt Ludo in contact met een vrouw die zich voorstelt als Maxime Beaumont. Zij beweert zijn overleden zus te zijn. Ludo houdt haar in eerste instantie op afstand, maar raakt verward door het verhaal dat ze vertelt, omdat het heel erg overeenkomt met zijn verhaal. Hij vraagt Irene om raad en zij zegt hem dat hij een DNA-test moet laten doen, dan weet hij waar hij aan toe is. Uiteindelijk blijkt de vrouw inderdaad Maxime te zijn. Ludo doet zijn best om haar toe te laten. De therapiesessies met Irene verdwijnen naar de achtergrond.

### Ronja's zwangerschap
Irene maakt zich zorgen om het vreemde gedrag van haar dochter dochter Ronja en ze confronteert haar als snel met haar vermoedens; Ronja geeft toe zwanger te zijn van haar ex-vriendje Bing. Ze troost haar dochter en zegt dat zowel zij als haar vader haar zullen steunen, ongeacht de beslissing die ze neemt.
Al snel wordt het duidelijk dat Ronja's zwangerschap en vooral het feit dat ze abortus overweegt, veel losmaakt bij Irene en Martijn. Ze zijn het voortdurend oneens over hoe Ronja het moet aanpakken en in hoeverre ze Bing moet betrekken bij het nemen van een beslissing. Het lukt Ronja namelijk niet om een fatsoenlijk gesprek te voeren met Bing over het kind in haar buik. Bovendien raakt ze gestrest omdat ze steeds in verwarring wordt gebracht door de mening van andere mensen. Uiteindelijk neemt Ronja zelf een beslissing: ze kiest voor abortus. Ze besluit Bing hiervan op de hoogte te brengen middels een brief. Helaas leest hij die te laat en als hij aankomt bij de abortuskliniek, is de zwangerschap al afgebroken.
Irene is meegegaan naar de abortuskliniek en heeft haar dochter daar vertelt dat ook zij een abortus heeft ondergaan. Ze zegt dat Martijn het ermee eens was, maar als Martijn dit hoort is hij woest. Hij was namelijk niet op de hoogte van de abortus van Irene en voelde zich buitengesloten. Martijn verwijt het zijn vrouw dat Ronja de weg naar de abortus verkeerd heeft aangepakt. De discussie over het kind dat Irene liet weghalen neemt de overhand en het blijkt dat de emoties destijds onvoldoende zijn losgekomen. Irene ziet in dat ze te afstandelijk is en haar emoties eens moet tonen. Ze maakt het goed met Martijn.

## Familiebetrekkingen
- Sair Poindexter (moeder)
- Ronja Huygens (1983, dochter)
- Dex Huygens (1988, zoon)
- Ongeboren kind (1989, abortus)

## Beroepen
- Verpleegster.
- Ontwikkelingswerkster in Afrika.
- Psycholoog (vermoedelijk sinds begin jaren 90), praktijk aan huis.

## Gebruikte bronnen
- Officiële website GTST